# Wielino (stacja)
Wielino (ros. Велино) – miejscowość przy stacji w zachodniej Rosji, w osiedlu wiejskim Smietaninskoje rejonu smoleńskiego w obwodzie smoleńskim.

## Geografia
Miejscowość położona jest nad rzeką Radowka (dorzecze Dniepru), w sąsiedztwie przystanku kolejowego Wielino, 2 km od drogi magistralnej M1 «Białoruś», 7,5 km od centrum administracyjnego osiedla wiejskiego (Smietanino), 33 km od centrum Smoleńska.

## Demografia
W 2010 r. miejscowość liczyła sobie 4 mieszkańców.